# Макото Йошикава
Макото Йошікава (яп. 吉川真, англ. Makoto Yoshikawa, нар. 1962) — японський учений, найбільш відомий тим, що був керівником космічної місії Hayabusa2 Японського космічного агентства JAXA до астероїда Рюгу. Його дослідження спеціалізуються на небесній механіці, зокрема на аналізі орбіт малих тіл Сонячної системи, таких як астероїди та комети.

## Кар'єра та дослідження
Після отримання ступеня доктора філософії він працював дослідником у Японському товаристві захисту науки, а потім з 1991 року був старшим науковим співробітником Лабораторії досліджень комунікацій Міністерства пошти та телекомунікацій. У 1998 році він приєднався до Інституту космічних та астронавтичних наук, який з 2003 року є частиною JAXA. У складі групи визначення орбіт він брав участь у місіях «Хаябуса» та «Акацукі».
В 2018 році Йошикава був включений у список «людей, які мають значення» в науці за версією журналу Nature.